# (32806) 1990 SF13
1990 SF13 (asteroide 32806) é um asteroide da cintura principal. Possui uma excentricidade de 0.19726260 e uma inclinação de 0.44206º.
Este asteroide foi descoberto no dia 22 de setembro de 1990 por Henri Debehogne em La Silla.